# Nouvelles annales de mathématiques
Les Nouvelles annales de mathématiques  (sous-titré Journal des candidats aux écoles polytechnique et normale) était une revue scientifique française en mathématiques. Elle a été créée en 1842 par Olry Terquem et Camille-Christophe Gerono, et la publication a continué jusqu'en 1927, avec d'autres éditeurs comme Eugène Prouhet, Charles-Ange Laisant et Raoul Bricard. Initialement publiée par Carilian-Goeury, elle a été reprise après plusieurs années par un éditeur différent, Bachelier.
Bien que la revue ait été en concurrence avec le Journal de mathématiques pures et appliquées de Joseph Liouville (pour lequel Terquem avait précédemment collaboré),, et initialement publiée par un éditeur autre que le journal de Liouville, les rédacteurs en chef des Nouvelles annales ont coopéré avec Liouville pour répartir les articles entre les deux journaux,. À côté de la publication de nouveaux résultats en mathématiques, les Nouvelles annales contenaient également du matériel pédagogique, et des extraits d'articles publiés dans d'autres journaux.